# Gastrólito

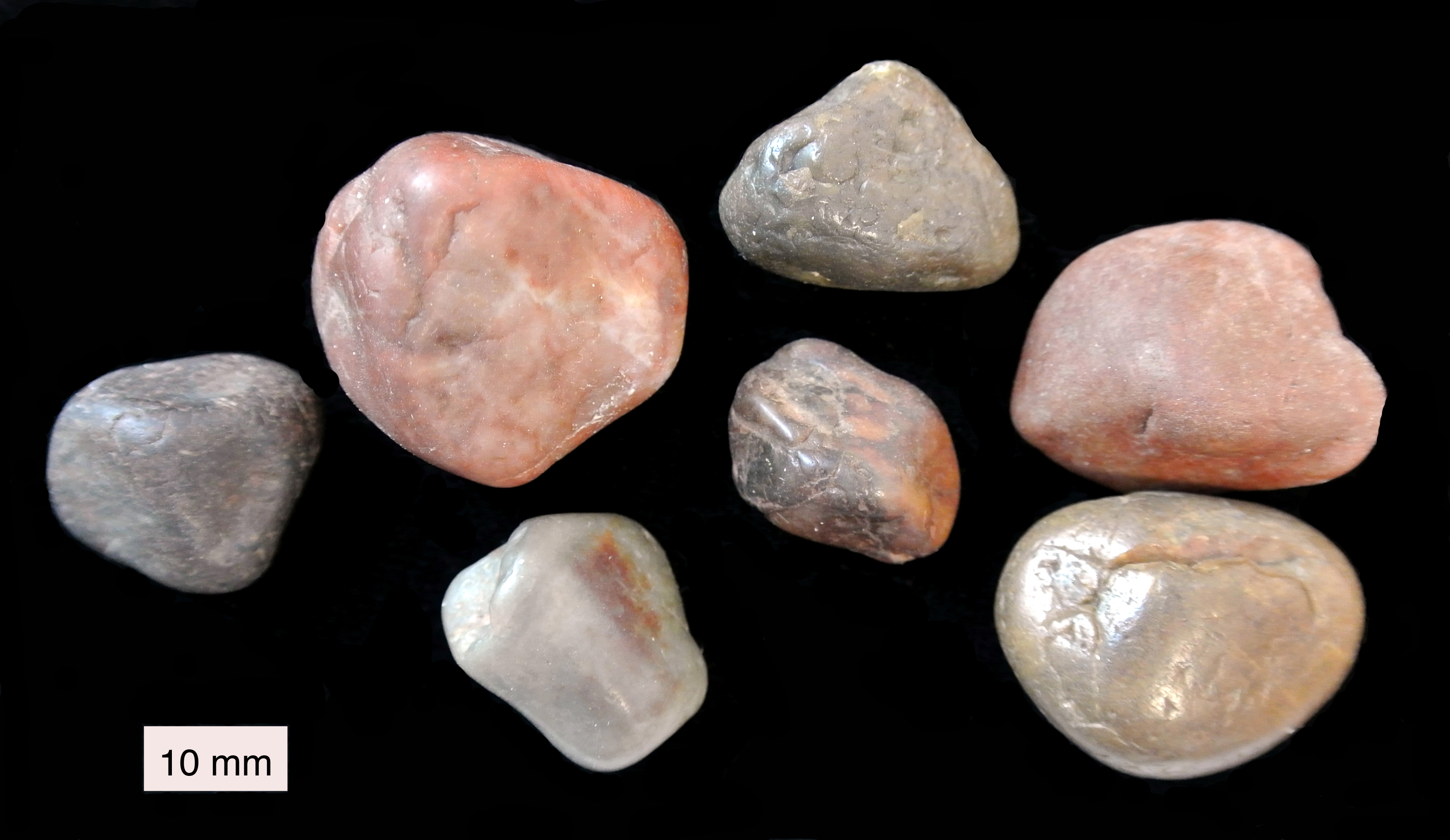

Gastrólitos, do grego gastro (estômago) e lito (pedra), são seixos de vários tamanhos retidos no aparelho digestivo de certos animais. Estes seixos geralmente ficam na moela de animais que carecem de dentes para triturar alimentos, outros as utilizam apenas como lastro.